# Campionati del Mediterraneo under 23 di atletica leggera indoor 2023
I Campionati del Mediterraneo under 23 di atletica leggera indoor 2023 si sono svolti il 22 gennaio a Valencia, in Spagna.
Il programma prevede 15 discipline, di cui 8 maschili e 7 femminili.

## Criteri di qualificazione
| Uomini  | Uomini           | Gara              | Donne   | Donne            |
| Indoor  | Outdoor          | Gara              | Indoor  | Outdoor          |
| ------- | ---------------- | ----------------- | ------- | ---------------- |
| 6"80    | 10"45 (100 m)    | 60 metri piani    | 7"60    | 11"80 (100 m)    |
| 48"00   | 47"00            | 400 metri piani   | 56"10   | 55"00            |
| 1'50"00 | 1'48"00          | 800 metri piani   | 2'12"00 | 2'09"50          |
| 3'50"00 | 3'47"00          | 1500 metri piani  | 4'32"00 | 4'29"50          |
| 8"35    | 14"75 (110 m hs) | 60 metri ostacoli | 8"55    | 13"85 (100 m hs) |
| 2,15 m  | 2,15 m           | Salto in alto     | -       | -                |
| -       | -                | Salto con l'asta  | 4,00 m  | 4,00 m           |
| -       | -                | Salto in lungo    | 6,20 m  | 6,20 m           |
| 15,50 m | 15,50 m          | Salto triplo      | -       | -                |
| 17,00 m | 17,00 m          | Getto del peso    | 14,00 m | 14,00 m          |

## Risultati

### Uomini
| Evento            | Oro                           | Prestazione | Argento                | Prestazione | Bronzo                           | Prestazione |
| Corse piane       |                               |             |                        |             |                                  |             |
| 60 m              | William Aguessy               | 6"71        | Edhem Vikalo           | 6"73        | Matteo Melluzzo                  | 6"74        |
| 400 m             | Markel Fernández              | 46"99       | Jakov Vuković          | 47"55       | Lorenzo Benati                   | 47"71       |
| 800 m             | Yanis Meziane                 | 1'51"91     | David Carranza         | 1'52"79     | Paul Anselmini                   | 1'52"84     |
| 1500 m            | Mohamed Attaoui Tijani        | 3'53"89     | Flavien Szot           | 3'54"16     | Thomas Piquart                   | 3'54"53     |
| Corse ad ostacoli |                               |             |                        |             |                                  |             |
| 60 m hs           | Christos-Panagiotis Roumtsios | 7"90 =      | Kenny Fletcher         | 7"93        | Mario Revenga                    | 7"93        |
| Salti             |                               |             |                        |             |                                  |             |
| Salto in alto     | Edoardo Stronati              | 2,17 m      | Jason Bayindoula       | 2,14 m      | Paul Metayer                     | 2,08 m      |
| Salto triplo      | Thomas Martinez               | 15,73 m     | Federico Lorenzo Bruno | 15,70 m     | Batuhan Çakır                    | 15,22 m     |
| Lanci             |                               |             |                        |             |                                  |             |
| Getto del peso    | Miguel Gómez                  | 18,77 m     | Riccardo Ferrara       | 18,75 m     | Stephen Louis Mauotekena Mailagi | 17,96 m     |

### Donne
| Evento            | Oro                    | Prestazione | Argento            | Prestazione | Bronzo                    | Prestazione |
| Corse piane       |                        |             |                    |             |                           |             |
| 60 m              | Polyniki Emmanouilidou | 7"37        | Ange Hilary Gode   | 7"42        | Hope Eghonghon Esekheigbe | 7"43        |
| 400 m             | Veronika Drljačić      | 54"16       | Berta Segura       | 54"88       | Laura Elena Rami          | 55"11       |
| 800 m             | Nina Vuković           | 2'09"09     | Julia Cherot       | 2'09"17     | Sofia Bella               | 2'10"64     |
| 1500 m            | Klara Andrijašević     | 4'24"07     | Mireya Arnedillo   | 4'24"27     | María González            | 4'24"93     |
| Corse ad ostacoli |                        |             |                    |             |                           |             |
| 60 m hs           | Paula Blanquer         | 8"16        | Claudia Villalante | 8"24        | Léa Vendôme               | 8"28        |
| Salti             |                        |             |                    |             |                           |             |
| Salto con l'asta  | Elina Giallurachis     | 4,35 m      | Marie-Julie Bonnin | 4,35 m      | Giulia Valletti Borgnini  | 4,15 m      |
| Salto in lungo    | Larissa Iapichino      | 6,45 m      | Tessy Ebosele      | 6,24 m      | Evelyn Yankey             | 6,18 m      |

## Medagliere
| Posizione | Paese                | Oro | Argento | Bronzo | Totale |
| --------- | -------------------- | --- | ------- | ------ | ------ |
| 1         | Francia              | 4   | 6       | 5      | 15     |
| 2         | Spagna               | 4   | 5       | 3      | 12     |
| 3         | Croazia              | 3   | 1       | 0      | 4      |
| 4         | Italia               | 2   | 2       | 6      | 10     |
| 5         | Grecia               | 2   | 0       | 0      | 2      |
| 6         | Bosnia ed Erzegovina | 0   | 1       | 0      | 1      |
| 7         | Turchia              | 0   | 0       | 1      | 1      |
| Totale    | Totale               | 15  | 15      | 15     | 45     |